# Средњовековни споменици на Косову
Средњовековни споменици на Косову (енгл. Medieval Monuments in Kosovo) представљају Унесков субјекат на листи Светске баштине који се налази у Србији, односно на Косову и Метохији. Састоји се од четири цркве и манастира Српске православне цркве: манастира Високи Дечани, манастира Пећка патријаршија, цркве Богородица Љевишка и манастира Грачаница.
Године 2004. Унеско је на листу Светске баштине уписао Високе Дечане, да би две године касније ту уврстио и остала три манастира. Сви они се на листи налазе под именом Средњовековни споменици на Косову (енгл. Medieval Monuments in Kosovo), а од 2006. део су списка угрожених места Светске баштине.

## Контроверзе
У току је контроверза око настојања Републике Косово да се придружи Унеску, што би резултирало тиме да се ови локалитети нађу на листи Косова, а не Србије. Након 1999. све четири светиње су се нашле на удару албанских екстремиста и бивших припадника терористичке Ослободилачке војске Косова (ОВК) након рата на Косову и Метохији и доласка снага КФОР-а, посебно током мартовског погрома 2004, када је Богородица Љевишка тешко оштећена. У октобру 2015. Извршни одбор Унеска прихватио је захтев Косова за чланство. Захтев за чланство је изгласан на Генералној конференцији Унеска у новембру 2015.
Унеско није прихватио чланство Косова, а предлог није успео да добије двотрећинску већину на Генералној конференцији у Паризу 9. новембра 2015. Један од примарних разлога за одбијање захтева Албанаца био је мартовски погром 2004, када је мноштво православних светиња оскрнављено, оштећено или уништено, укључујући и Богородицу Љевишку која је део Светске баштине. Богородица Љевишка је и данас стална мета пљачкаша.

## Галерија
- Манастир Високи Дечани
- Манастир Пећка патријаршија
- Црква Богородица Љевишка
- Манастир Грачаница